# Tillandsia dorisdaltoniae
Tillandsia dorisdaltoniae är en gräsväxtart som beskrevs av Pierre Leonhard Ibisch och Al. Tillandsia dorisdaltoniae ingår i släktet Tillandsia och familjen Bromeliaceae. Inga underarter finns listade i Catalogue of Life.